# Mario Vaquerizo Caro

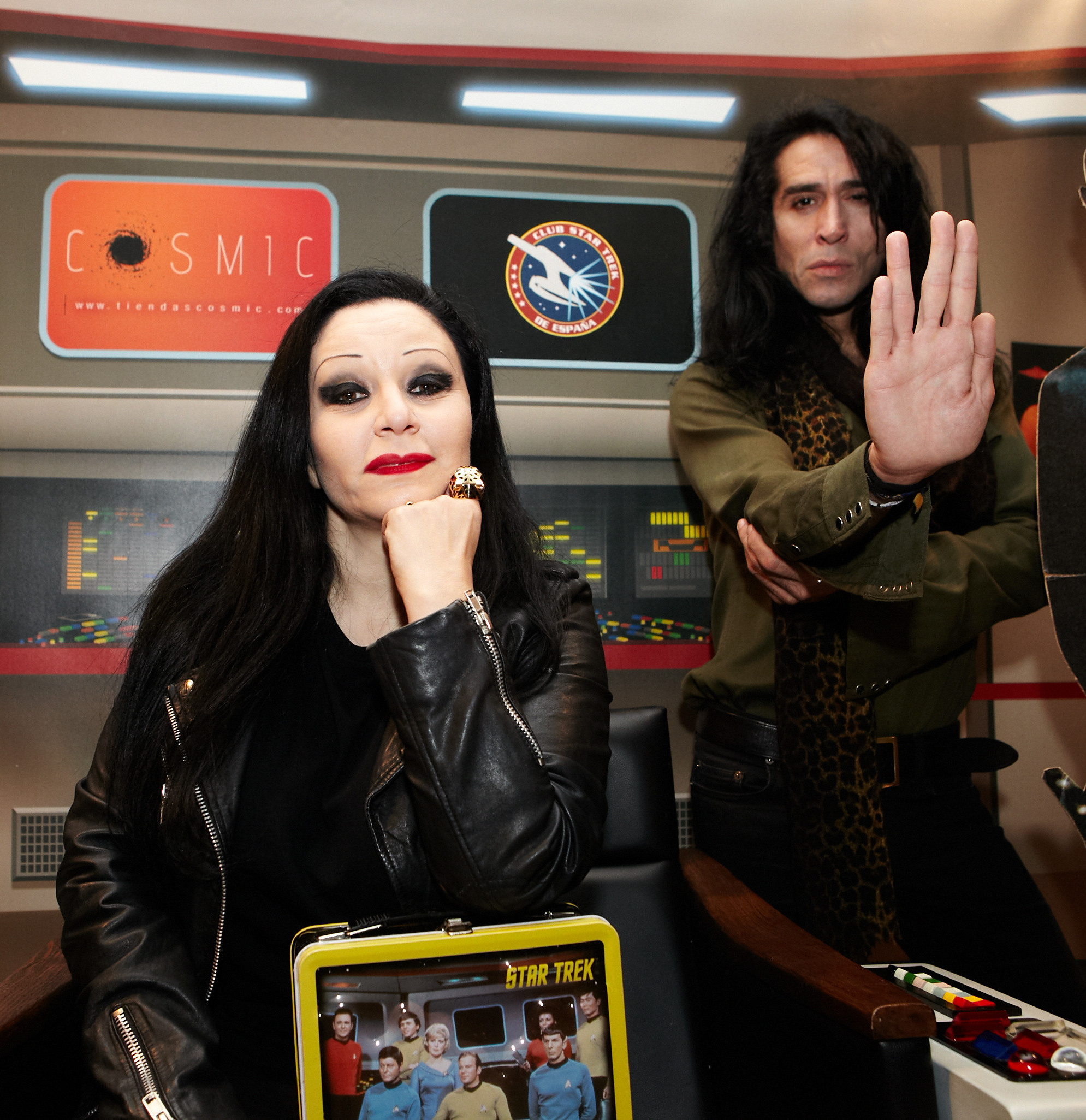
Mario Vaquerizo en zijn vrouw Alaska

Mario Vaquerizo Caro (Madrid, 5 juli 1973) is een Spaans artiest en televisiepersoonlijkheid. Vaquerizo is bekend van zijn optredens in televisieprogramma's als El hormiguero of El programa de Ana Rosa, en de realityshow Alaska y Mario van MTV España waarin het leven van hem en zijn vrouw, de zangeres Alaska, centraal stond. Vaquerizo is daarnaast zanger in de band Nancys Rubias.
- Biblioteca Nacional de España: XX1548682
- Catàleg d'autoritats de noms i títols de Catalunya: 981058513507106706
- International Standard Name Identifier: 0000 0000 4771 719X
- Library of Congress Control Number: n2004079789
- MusicBrainz: 19e883eb-c109-40d0-97c1-2a984df80fce
- Système universitaire de documentation: 201015323
- Virtual International Authority File: 1864341